# Harpun Rocks
Die Harpun Rocks (in Argentinien Rocas Arpón, in Chile Rocas Harpun) sind vom Meer überspülte Rifffelsen im Palmer-Archipel vor der Westküste der Antarktischen Halbinsel. In der Gruppe der Melchior-Inseln liegen sie in der Dallmann-Bucht 160 m südöstlich des Bills Point der Deltainsel.
Ihr Name erscheint erstmals auf Kartenmaterial, das im Zuge von 1927 durch Wissenschaftler der britischen Discovery Investigations durchgeführten Vermessungen entstand. Die Benennung geht vermutlich auf eine frühere Benennung durch Walfänger zurück, welche die Felsen nach dem norwegischen Begriff für Harpune benannten.